# مسجد امام جواد
مسجد امام جواد مربوط به دوره صفوی - دوره قاجار است و در استان اصفهان، شهرستان کاشان، بخش مرکزی، شهر کاشان، فین بزرگ، محله حاج نایب واقع شده و این اثر در تاریخ ۱۵ دی ۱۳۸۷ با شمارهٔ ثبت ۲۴۰۲۵ به‌عنوان یکی از آثار ملی ایران به ثبت رسیده است.